# Zilversmelten
De zilversmelten (Argentinidae) zijn een familie van de vissen uit de orde Argentiniformes (Zilversmelten). 

## Kenmerken
Ze lijken erg qua verschijning op spieringen (Osmeridae), maar hebben veel smallere bekken.
Het zijn kleine vissen, die tot 25 centimeter lengte kunnen groeien, behalve Argentina silus die een lengte van 70 centimeter bereikt.

## Verspreiding en leefgebied
Ze worden aangetroffen in oceanen over de hele wereld. 

## Leefwijze
Ze vormen grote scholen dicht bij de zeebodem en voeden zich met plankton, voornamelijk krill, vlokreeftjes, kleine inktvissen, Chaetognatha en ribkwallen.
Op enkele soorten wordt commercieel gevist voor consumptiedoeleinden.

## Geslachten
- Argentina Linnaeus, 1758
- Glossanodon Guichenot, 1867